# یواس‌اس لکسینگتون (۱۷۷۶)
یواس‌اس لکسینگتون (۱۷۷۶) (به انگلیسی: USS Lexington (1776)) یک کشتی بود که طول آن ۸۶ فوت (۲۶ متر) بود. این کشتی در سال ۱۷۷۶ ساخته شد.